# Cabinet Zeyer I
Sarre
Röder VI Zeyer II
Le cabinet Zeyer I (Kabinett Zeyer I, en allemand) est le gouvernement du Land allemand de Sarre entre le 5 juillet 1979 et le 23 mai 1980, durant la septième législature du Landtag.

## Coalition et historique
Dirigé par le nouveau ministre-président chrétien-démocrate, Werner Zeyer, il est soutenu par une « coalition noire-jaune » entre l'Union chrétienne-démocrate d'Allemagne (CDU) et le Parti libéral-démocrate (FDP), qui disposent ensemble de 28 députés sur 50 au Landtag, soit 56 % des sièges.
Il a été formé à la suite du décès de Franz-Josef Röder, au pouvoir depuis 1959, et succède à son sixième cabinet, formé d'une alliance identique. À la suite des élections régionales du 27 avril 1980, au cours desquelles le Parti social-démocrate d'Allemagne (SPD) devient la première force politique du Land, sans majorité absolue, la coalition est reconduite et forme le cabinet Zeyer II.

## Composition

### Initiale
| Portefeuille                                                                       | Nom | Nom                 | Parti |
| ---------------------------------------------------------------------------------- | --- | ------------------- | ----- |
| Ministre-président                                                                 |     | Werner Zeyer        | CDU   |
| Ministre de l'Intérieur                                                            |     | Alfred Wilhelm      | CDU   |
| Ministre des Finances                                                              |     | Ferdi Behles        | CDU   |
| Ministre des Questions juridiques et des Affaires fédérales                        |     | Rainer Wicklmayr    | CDU   |
| Ministre de l'Éducation, de la Formation et des Sports                             |     | Josef Jochem        | CDU   |
| Ministre du Travail, de la Santé et de l'Ordre social                              |     | Rosemarie Scheurlen | FDP   |
| Ministre de l'Économie, des Transports et de l'Agriculture                         |     | Werner Klumpp       | FDP   |
| Ministre de l'Environnement, de l'Aménagement du territoire et des Travaux publics |     | Günther Schacht     | CDU   |